# Karlsruher Grat

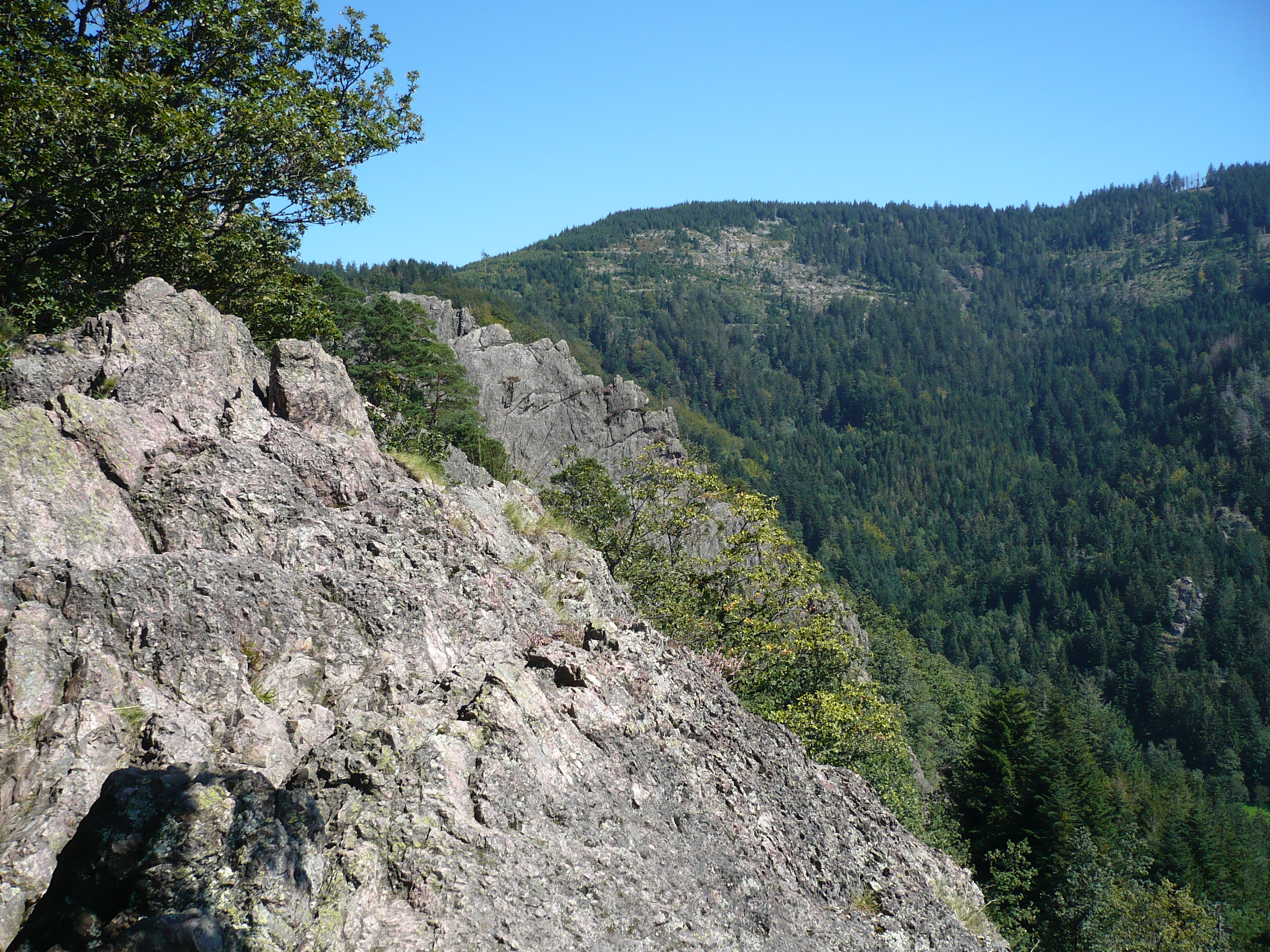
Vista parcial de la cresta

Karlsruher Grat es una cresta cerca de Ottenhöfen de una longitud de aproximadamente 400 m con la única vía ferrata en la Selva Negra Septentrional. Las rocas de la cresta consisten de riolita que se formó hace unos 250 millones de años al enfriamiento del magma de una fisura de roca de 4 km de largo y 750 metros de ancho. Mientras que las rocas circundantes más blandas erosionaron el pórfido más duro perduró en la forma de la cresta. Fue denominada cresta de Karlsruhe en honor de varios escaladores de la región de Karlsruhe accidentados mortalmente en 1926.